# 科技巨擘
科技巨擘，又譯作科技巨头，也称Tech Giants、Big Four、Four Horsemen、Big Five和S&P 5，是對信息技术（IT）行业最大、最具主导地位的公司之合稱，尤其指美国的亞馬遜、蘋果、Google（Alphabet）、Facebook（Meta）及微软。這些公司不只在美國，在世界的資訊科技產業也佔有龍頭地位。

## 定义

### GAFA或The Four
GAFA是由埃里克·施密特、菲爾·西門、斯科特·加洛威等人提出的概念，用以做為Google、亞馬遜（Amazon）、Facebook、蘋果（Apple）等4家美國科技業公司的合稱。四家公司對全球社會帶來巨大的變化。施密特、西門與加洛威提出他們的影響力超過了IBM及微軟的觀點。

### GAFAM或FAAMG
FAAMG，是美國五家超大型資訊業公司的縮寫，分別為 Facebook、蘋果（Apple）、亞馬遜（Amazon）、微軟（Microsoft）、Google。

FAAMG在2018年9月4日時的市值

這五家公司被認為統治了中國以外的世界資訊產業，但時常有販賣使用者個資等負面新聞，有時候 FAAMG 也被「五惡人」（Frightful Five）。由於Google母公司為Alphabet，有時也被改寫做FAAAM。

### FAANG
FAANG指的是Facebook、蘋果公司（Apple）、亞馬遜公司（Amazon）、Netflix、Google等5家美國網路業或科技業巨擘的合稱，主要做為科技股的時髦術語使用。这个词语首次由消费者新闻与商业频道的吉姆·克瑞莫（Jim Cramer）於2013年命名。截至2018年，上述5家公司的市值总额已达到3兆元。
FANG四字母在英文中意為尖牙、利齒，故又有「尖牙股」之稱。時至今日，紐約證交所推出之尖牙股指數（NYSE FANG+ Index）除上述主要成分股，還納入特斯拉（Tesla）、輝達（Nvidia）、推特（Twitter）等科技公司。

### MAMAA
MAMAA是指Meta、蘋果公司（Apple）、微軟（Microsoft）、Alphabet（Google）和亞馬遜公司（Amazon）等5家美國網路業或科技業巨擘的合稱。2021年10月29日，曾創造「尖牙股」名詞的美國財經節目主持人吉姆·克瑞莫（Jim Cramer）表示，因Facebook將改名為Meta、Google已改為Alphabet，所以「再見尖牙股 （FAANG）、你好 MAMAA！」
值得注意的是，Netflix較不受Cramer青睞，不包含在新的首字母縮略詞中，微軟則是新納入。基本上這5家公司美國市值排名截至2021年底均位於前六。

### Magnificent 7
豪勇七雄的靈感來自1960年的同名西部片《豪勇七蛟龍》（Magnificent Seven），該片由約翰·斯特奇斯執導，講述了七名槍手的故事。在金融領域，這個術語被重新定義，用來指稱科技業中七隻表現優異且具有影響力的股票，借用「強大集團」的意思。
美國銀行分析師Michael Hartnett在2023年創造了「豪勇七雄」這一短語，以評論七家因其市場主導地位、技術影響力以及對消費者行為和經濟趨勢變化而被廣泛認可的公司。這七家公司分別是：Alphabet（GOOG）、亞馬遜（AMZN）、蘋果（AAPL）、Meta Platforms（META）、微軟（MSFT）、英偉達（NVDA）和特斯拉（TSLA）。
與範圍較窄的FAANG相比，七雄包含更廣泛的技術和創新驅動型公司，這些公司在市場上的影響力更為多元，涵蓋了雲端運算、人工智慧、電動車、社交平台等多個領域。
截至2024年第二季末，摩根士丹利估計七巨頭佔標準普爾500指數市值的31%。一些分析師對此表示擔憂，認為這種極端集中可能導致類似網路泡沫甚至1929年華爾街股市崩盤那样的股灾。然而，其他分析師則認為，隨著資本持續流入指數基金，七大股票有可能繼續跑贏其他股票。 2024年8月5日，這七家公司在交易開始時的市值總計損失了1兆美元。

## 中國大陆

### BATX
BAT指百度（Baidu）、阿里巴巴（Alibaba）、騰訊（Tencent）等3家大型中國大陆互聯網公司，後來隨著小米（Xiaomi）的發展，稱呼改為BATX。

### ATMX
ATMX指阿里巴巴（Alibaba）、騰訊（Tencent）、美團（Meituan）、小米（Xiaomi）四家在香港上市的中國大陸科技股。

### TMD
TMD指今日頭條（Toutiao；母公司字節跳動）、美團（Meituan）、滴滴出行（DiDi）等3家大型中國互聯網公司。

## 科技巨头出现的原因
法國圖盧茲大學的研究員Nikos Smyrnaios 在2016年指出，四種因素促使了科技巨头的崛起：技術融合、去管制化、全球化和金融化。他認為，像尼古拉斯·尼葛洛龐帝這樣的人推動了技術融合，使得網路寡頭壟斷被視為理所當然。資訊科技的複雜性削弱了競爭法的有效性，導致產業自律取代了外部監管。全球化使科技巨头能夠最大限度地減少稅負，並向海外員工支付較低薪資。在缺乏監管的情況下，這些公司實現了巨額盈利：2014年，谷歌、蘋果和脸书的利潤率均超過 20%。

### 創新
批評者認為，《通訊規範法》第230條讓科技巨头得以免除對用戶生成內容的法律責任。該條文規定，“互動式電腦服務的任何提供者或使用者，不得被視為由其他資訊內容提供者所提供任何資訊的發布者或發言者。”第230條被譽為「構建網際網路的二十六字」。在沒有強制性內容審核規範的前提下，線上服務得以自由創新，並促使了網路早期的快速成長。
美國記者Alexis Madrigal指出，矽谷早期以創新為核心的特徵，已逐漸被通過收購實現增長的策略所取代。例如，蘋果公司自1976年成立以來，曾是一家專注於工程創新的新創公司，並迅速從創新較少的競爭對手（如施樂）手中奪取市場份額。科技巨頭們抓住時機，積極投資個人電腦、網站、電子商務、行動裝置、社群媒體和雲端運算等領域，且在研發支出方面位居前列。然而，這些大公司往往更重視營運效率，對新產品開發的專注度逐漸降低。
哥倫比亞大學法律教授Tim Wu推測，科技巨头的收購行為可能會創造出一種“殺戮區”，藉由將潛在的競爭對手排擠出市場來抑制競爭。例如，Facebook 收購Instagram，使得Instagram無法成為像Facebook一樣的獨立平台。另一方面，Tim Wu指出，微軟透過其市場力量的集中，反而為新興創新提供了平台基礎，有助於創新公司的發展。
根據資訊科技和創新基金會的說法，「幾乎所有所謂的殺手級收購其實是企業為了強化競爭力而獲得至關重要的技術和能力的方式。如果這些公司收購了某個領域的創新公司，他們往往能更有效地推動該創新的發展，並以更快的速度將新技術帶給更廣大的群眾。若收購受限，公司反而更可能採取產品複製或開發替代技術的策略。這種競爭模式不僅合法，對社會也具正面價值。」
Amazon Web Services、Microsoft Azure和Google Cloud Platform等雲端平台之間的競爭促進了包括LLVM和Linux核心在內的開源軟體基礎架構的發展。這場「雲端戰爭」也驅使科技巨头加碼投資資料中心和海底電纜等關鍵基礎設施。大科技企業的技術堆疊具有高度營運效率，導致新創公司通常傾向於使用現有的大科技基礎設施，而不是自行構建基礎設施，從而有效利用成熟的雲端服務來支持其運營並加速成長。

### 商業策略
Nikos Smyrnaios在2016年指出，科技巨头通過垂直整合其資料中心、網路連接、計算硬體（包括智慧型手機）、作業系統、應用程式（如網路瀏覽器）和各種線上服務來集中權力。此外，這些公司還通過橫向整合來壟斷電子郵件、即時訊息、線上搜尋、下載和跨平台串流等服務。以Google和微軟為例，這些公司會為其搜尋引擎支付高額費用，讓其成為蘋果iPhone中的預設選項。根據《經濟學人》的報導，「網路效應和規模效應意味著規模越大，則越能創造更多規模，而數據的積累可能成為其他公司進入市場的障礙。」

### 資本主義
2020年美國文獻紀錄片《智能社會：進退兩難》指出，資本主義體系是科技巨頭有害行為的根本原因。該片探討了這些公司如何通過追求利潤最大化而導致了對用戶隱私的侵害，以及其對社會的負面影響。影片中的專家強調，資本主義促使科技企業優先考慮經濟利益，從而忽視了社會責任和倫理道德。

## 監管
科技巨頭普遍轉移利潤到低稅收地區，蘋果公司就開創了雙層愛爾蘭夾荷蘭三明治的方式避稅，2013年之前四年就省下了約740億美元的稅金，谷歌在2015年也是這個方式避稅，省下37億美元。為此各國政府計劃設置全球最低企業稅率以應對，歐洲部分國家曾設立數位服務稅（Digital service taxes, DSTs）針對科技巨頭。
2021年下半年，中國監管當局連翻針對科技巨擘作出規管約束、調查監察等行動，嚴格督促科技巨擘在確保公平競爭、保護民眾數據資料安全等方面作出改善和更大的努力。一連串監管措施導致市場憂慮科技巨擘的盈利前景，大批中資科技企業股價下挫，傳媒稱之為「監管風暴」。
2022年7月5日，歐洲議會議員（MEP）以壓倒性多數批准重點在於結束科技巨頭壟斷行為的「數位市場法」（Digital Markets Act，DMA）最終版本，以及加強審查和懲處網路平台存放違禁內容的數位服務法(DSA）。